# Małgorzata Książkiewicz
Małgorzata Książkiewicz (* 5. Mai 1967 in Zielona Góra) ist eine ehemalige polnische Sportschützin.

## Erfolge
Małgorzata Książkiewicz nahm an zwei Olympischen Spielen teil. Bei den Olympischen Spielen 1992 in Barcelona belegte sie mit dem Luftgewehr über 10 m den 23. Rang, während sie mit dem Kleinkalibergewehr auf 50 m im Dreistellungskampf mit 585 Punkten als Zweite der Qualifikation ins Finale einzog. Dieses schloss sie mit 681,5 Punkten hinter Launi Meili und Nonka Matowa auf dem dritten Rang ab und erhielt somit die Bronzemedaille. 1996 verpasste sie in Atlanta in beiden Konkurrenzen das Finale deutlich: mit dem Luftgewehr erreichte sie Rang 41, im Dreistellungskampf mit dem Kleinkalibergewehr Rang 37.